# Süß und gemein
Süß und gemein ist das zweite Studioalbum der deutschen Band Lucilectric. Es erschien am 12. August 1996 bei dem Plattenlabel Sing Sing Records.

## Entstehung und Veröffentlichung
1996 erschien die erste Single Kondom des Grauens als Vorbote zum zweiten Studioalbum und diente als Soundtrack für den gleichnamigen Kinofilm von Martin Walz, wo es ebenso auf der entsprechenden Soundtrack-CD veröffentlicht wurde. Kondom des Grauens verfehlte die Charts, wohingegen die nachfolgenden Singles Liebe macht dumm und Fernsehen sich in den Charts platzierten konnten.
Das aus zwölf Titeln bestehende zweite Studioalbum wurde wie das Vorgängeralbum Mädchen von Andreas Herbig und Annette Humpe produziert. Humpe war ebenso als Autorin an den Albentiteln Willst du mich, Liebe macht dumm und Rate mal beteiligt. Die Interpreten des Albums, Luci van Org und Ralf Goldkind von Lucilectric, fungierten bei allen Titeln als Autoren. Für Lucilectric ist es ihr zweites Album, das sie bei dem Plattenlabel Sing Sing Records herausbrachten.
Das Frontcover zeigt Luci van Org und Ralf Goldkind von Lucilectric – neben Interpretenangabe und Albentitel – stilisiert vor einem roten Hintergrund. Die Fotografie stammt von Mathias Bothor und für die Artwork des Covers zeichnete jfo verantwortlich.

## Rezeption
Lucilectric, die sich nach mangelnden Erfolg vom Produzenten-Duo Herbig und Humpe trennten, äußerten sich 1997 anlässlich der Veröffentlichung ihres Nachfolgealbums Tiefer kritisch gegenüber der Zeitschrift Kulturnews:

„[...]Die zweite Platte muß [sic] man aus unserer Karriere ausklammern. Das war, als ob du von einem reißenden Fluß mitgerissen würdest. Du versuchst nur, nicht zu ertrinken und merkst gar nicht wo das hingeht. Irgendwann stehtst du dann am Ufer und sagst, Oh Gott, wo bin ich denn hier gelandet. Die Platte hätten wir einfach nicht machen sollen.“

## Titelliste
| #   | Titel              | Autoren                                    | Produzenten                   | Dauer |
| --- | ------------------ | ------------------------------------------ | ----------------------------- | ----- |
| 1.  | Fernsehen          | Luci van Org, Ralf Goldkind                | Annette Humpe, Andreas Herbig | 3:59  |
| 2.  | Süss und gemein    | Luci van Org, Ralf Goldkind                | Annette Humpe, Andreas Herbig | 3:20  |
| 3.  | Wohin du willst    | Luci van Org, Ralf Goldkind                | Annette Humpe, Andreas Herbig | 3:52  |
| 4.  | Willst du mich     | Annette Humpe, Luci van Org, Ralf Goldkind | Annette Humpe, Andreas Herbig | 4:05  |
| 5.  | Liebe macht dumm   | Annette Humpe, Luci van Org, Ralf Goldkind | Annette Humpe, Andreas Herbig | 3:32  |
| 6.  | Farben             | Luci van Org, Ralf Goldkind                | Annette Humpe, Andreas Herbig | 4:18  |
| 7.  | Geschenk           | Luci van Org, Ralf Goldkind                | Annette Humpe, Andreas Herbig | 3:38  |
| 8.  | Rate mal           | Annette Humpe, Luci van Org, Ralf Goldkind | Annette Humpe, Andreas Herbig | 3:27  |
| 9.  | Gespenst           | Luci van Org, Ralf Goldkind                | Annette Humpe, Andreas Herbig | 5:58  |
| 10. | Hey                | Luci van Org, Ralf Goldkind                | Annette Humpe, Andreas Herbig | 3:35  |
| 11. | Muscheln und Algen | Luci van Org, Ralf Goldkind                | Annette Humpe, Andreas Herbig | 6:38  |

### Bonustitel
| 12. | Kondom des Grauens | Luci van Org, Ralf Goldkind | Annette Humpe, Andreas Herbig | 3:29 |

## Chartplatzierungen
| ChartsChartplatzierungen | Höchstplatzierung | Wochen |
| ------------------------ | ----------------- | ------ |
| Österreich (Ö3)          | 45 (3 Wo.)        | 3      |